# Goh Kun
Goh Kun (Seul, 2 gennaio 1938) è un politico sudcoreano.

## Biografia
Fu primo ministro della Corea del Sud per due mandati.